# Блажо Рајовић
Блажо Рајовић (Титоград, 26. март 1986) црногорски је професионални фудбалер. Игра на позицији центархалфа, а тренутно наступа за Грбаљ.

## Клупска каријера
Као центархалф који је дуго путовао, играо је углавном за црногорски најуспешнији клуб — ФК Будућност Подгорица.

## Одликовања
- Прва лига Црне Горе у фудбалу:
  -  Прваци (1): 2007/08.